# Franz Sieber
Franz Wilhelm Sieber, född den 30 mars 1789 i Prag, Böhmen, Kejsardömet Österrike, död där den 17 december 1844, var en böhmisk botaniker. 
Sieber var först arkitekt och ingenjör, men ägnade sig efter några år åt botaniken, företrädesvis som ivrig resenär och framgångsrik samlare. Han genomreste Medelhavsländerna, Orienten, Kaplandet, Australien med mera och samlade även inom det zoologiska och etnografiska området, varjämte han utsände flera medhjälpare till avlägsna länder. Sieber utgav Reise nach der Insel Kreta (1823) och Reise von Kairo nach Jerusalem und wieder zurück (samma år) samt en mängd smärre uppsatser; därjämte utkom 23 herbarieserier av högt vetenskapligt värde från skilda länder, som Flora cretica, Flora capensis, Flora Novæ Hollandiæ med flera. 
Auktorsnamnet Sieber kan användas för Franz Sieber i samband med ett vetenskapligt namn inom botaniken; se Wikipediaartiklar som länkar till auktorsnamnet.